# Aruba aux Jeux olympiques
Aruba participe aux Jeux olympiques depuis 1988. Aucun sportif n'a par contre été aligné lors des Jeux olympiques d'hiver.
Aucune médaille n'a été remportée par le pays depuis sa première participation.
Le Comité Olímpico Arubano est créé en 1985 et reconnu par le Comité international olympique en 1986.
Auparavant, les sportifs d'Aruba étaient au sein de la délégation des Antilles néerlandaises.